# Chiesa di San Bernardo delle Forche
La chiesa di San Bernardo delle Forche è una piccola cappella a Mondovì, così detta perché vicino ad essa vi era il patibolo, situato in una posizione chiaramente visibile dalla Piazza, a quell'epoca vero e proprio centro della città. 
Le pitture di questa cappella decantano la maternità di Maria Vergine, e risentono dell'arte nordica e provenzale. 

## Descrizione
Le pitture della parete dietro all'altare prendono ispirazione dal lactatio virginalis, dall'omonimo sermone di Arnaud de Chartres. Un morto è disteso su di un lettino. Un diavolo tira per i piedi il cadavere, tentando di trasportarlo all'inferno. La Vergine intercede per il defunto mostrando al Figlio il seno scoperto. Cristo stacca la mano destra dalla croce ed offre il suo sangue dicendogli le seguenti parole: Voluere quesso pater quod rogitat mea mater (Vuoi accogliere o Padre quello che chiede mia madre). Dio risponde che nulla può rifiutare ad un tale intercessore A te petita dabis quo vis tibi nulla negabo (A te darò quello che chiedi perché nulla posso negare). A sinistra di Maria si trova santa Barbara che insieme a San Bernardo, rappresentato sulla destra, ricordano la morte violenta.
Sulla parete destra, a sinistra, vi è una giovane Maria che allatta Gesù Cristo. A fianco vi sono san Bartolomeo, santa Maria Maddalena e san Tommaso, l'apostolo incredulo, che testimonia l'assunzione in cielo della Vergine. Infine vi è l'enorme san Cristoforo, protettore dei viandanti, che invitava il pellegrino a fermarsi nella cappella.
Sulla parete sinistra, a destra, vi è sant'Anna che tiene in braccio la Vergine nell'atto di allattare il bambino. Santa Caterina d'Alessandria porta la corona tra i capelli biondi, simbolo di regalità. Nelle mani stringe un libro ed una palma che sorregge fra le foglie una ruota dentata, simbolo del suo martirio. Al centro sono rappresentate la Buona e la Cattiva preghiera. È un soggetto abbastanza raro e difficile da dipingere, ed è probabilmente ispirato dalla predicazione. Un monaco ed un laico sono inginocchiati ai piedi della Croce. Dalle labbra del monaco partono dei lunghi raggi che toccano le piaghe di Cristo, il cui volto è inclinato verso la figura dell'ecclesiastico. Questa è la preghiera disinteressata e piena d'amore. Dalla bocca del laico, invece, i raggi bianchi che rappresentano la preghiera raggiungono i suoi possedimenti e quindi non raggiungono la Croce. A sinistra, san Grato ha in mano un vassoio con la testa di Giovanni Battista.
Gli affreschi sono opera di Antonio Dragone da Monteregale, che ha lasciato la propria firma sul manto di santa Caterina d'Alessandria.